# Occhio per occhio (romanzo Orson Scott Card)
Occhio per occhio (Eye for Eye) è un romanzo breve di fantascienza dello scrittore statunitense Orson Scott Card, pubblicato nel 1986.

## Storia editoriale
Il romanzo breve è stato pubblicato per la prima volta nel 1987 sulla rivista Asimov's Science Fiction, ripubblicato in volume nel 1990.
Nel 1988 l'opera ha vinto il Premio Hugo per il miglior romanzo breve, classificandosi al terzo posto per il Premio Locus per il miglior romanzo breve. Nel 1989 ha vinto il Premio Seiun come miglior racconto straniero pubblicato in Giappone.
In Italia il romanzo è stato pubblicato per la prima volta nel 1991 nell'antologia I Premi Hugo 1984-1990.

## Edizioni
- (EN) Orson Scott Card, Eye for Eye, in Asimov's Science Fiction, n. 115, New York, Davis Publications, marzo 1987.
- (EN) Orson Scott Card, Eye for Eye, New York, Tor, 1990.
- Orson Scott Card, Occhio per occhio, in Piergiorgio Nicolazzini (a cura di), I Premi Hugo 1984-1990, traduzione di Rita Botter Pierangeli, Grandi Opere Nord, n. 20, Milano, Editrice Nord, 1991.